# Jacobus Taurinus
Jacobus Taurinus, geboortenaam: Jacob van Toor, (Schiedam, 1576 - Antwerpen, 22 september 1618) was een Nederlandse theoloog en predikant van Remonstrantse gezindte ten tijde van de Twisten tussen remonstranten en contraremonstranten.

## Biografie
Jacobus Taurinus werd onder de naam Jacob van Toor geboren in Schiedam als zoon van de predikant Pieter Jacobsz Taurinus en Marridje Jans. Hij studeerde tussen 1590 en 1596 theologie aan de Universiteit Leiden en kreeg daar onder meer les van Franciscus Gomarus. Hij was achtereenvolgens predikant in 't Woudt (1600), Delfshaven (1601) en Utrecht (1605-1618). Hij gold in het Sticht als een van de leiders van de remonstranten. In 1606 werd een lokale synode in Utrecht gehouden om een reformatie op het platteland tot stand te brengen. Deze synode werd voorgezeten door Johannes Uyttenbogaert en Taurinus kreeg de opdracht om de ontworpen kerkorde tot uitvoering te brengen. Toen vier jaar later de Staten van Utrecht opdracht gaven voor een nieuwe kerkorde voor het gehele Sticht werd Taurinus mede belast met het opstellen hiervan. Zijn ontworpen kerkorde werd in 1612 door de Staten aangenomen.
In 1611 schreef Taurinus de Brand-Clock waarin hij de aanstelling van Conrad Vorstius verdedigde. De Engelse ambassadeur Dudley Carleton hield in oktober 1617 een oratie bij de Staten-Generaal van de Nederlanden en nam hierin stelling in de Twisten tussen remonstranten en contraremonstranten voor de contraremonstranten. Toen deze rede daarna gepubliceerd en verspreid werd, werden Taurinus en Hugo de Groot belast met het schrijven van een antwoord op deze oratie. Dit resulteerde in de publicatie van de Weegh-Schaal. Deze werd anoniem gepubliceerd en de Staten-Generaal loofde een beloning uit voor de ontmaskering van de schrijver. Toen prins Maurits van Oranje vervolgens militair ingreep tijdens de oplaaiende geloofsstrijd vluchtte Taurinus eerst naar Zaltbommel en vervolgens naar Antwerpen. Hier overleed hij in het bijzijn van Johannes Uyttenbogaert.